# 52 a.C.

## Eventos
- 182a olimpíada.
- Pompeu, pela terceira vez, e Quinto Cecílio Metelo Pio Cipião Násica, cônsules romanos.
- O tribuno da plebe Públio Clódio Pulcro é assassinado e Pompeu assume o comando em Roma depois que os partidários dele incendiaram a Cúria Hostília e a Basílica Pórcia. O Senado, liderado por Cícero, consegue evitar que ele seja declarado ditador.
- Sétimo ano das Guerras Gálicas do general Júlio César:
  - Começa a Revolta de Vercingetórix na Gália.
  - César cerca Vercingetórix na capital dos bituriges e arvernos no Cerco de Avárico. Apesar de capturar a cidade e massacrar a população, César deixa escapar o líder gaulês.
  - Os gauleses conseguem vencer os romanos na Batalha de Gergóvia.
  - Na decisiva Batalha de Alésia, César derrota definitivamente os gauleses e captura Vercingetórix.
- Temendo o poder de Júlio César, Pompeu aprova leis que não apenas impediam que César continuasse no comando de suas províncias como o obrigava a se dirigir a Roma se quisesse ser eleito cônsul novamente.